# Grottaferrata
Grottaferrata je majhno mesto in občina v pokrajini Rim, locirana na nižjih predelih hribovja Alban, 20 kilometrov jugovzhodno od Rima. Ima 21.066 prebivalcev (stanje 2010). Obkrožena je z občinami Frascati, Monte Porzio Catone, Monte Compatri, Rocca di Papa, Castel Gandolfo, Marino, Ciampino in Rim. Je članica Comunità Montana dei Castelli Romani e Prenestini.

## Zgodovina
Zgodovina Grottaferrate je povezana predvsem s samostanom Sv. Marije, ki ga je leta 1004 ustanovil Sveti Nil mlajši. Ustanovna legenda pripoveduje, da se je na mestu, kjer danes stoji opatija, pojavila Devica Marija in velela postaviti [[Cerkev (zgradba)|cerkev v njeno čast. 
Od Gregorja, močnega grofa iz Tusculuma, očeta papežev Benedikta VIII. in Janeza XIX., je Nil pridobil lokacijo. To je bila rimska vila, kjer je med ruševinami ostala nizka zgradba opus quadratum, nagrobni spomenik, vendar je bila v četrtem stoletju preoblikovana v krščanski oratorij. Njeni okna z železnimi rešetkami so dala mestu ime, najprej Cryptoferrata potem Grottaferrata, v spomin na grb občine. Iz mesta. Na lokaciji je Friderik II. Sveti rimski cesar, našel rimski bronas kip moža in kravo, ter vse dal odpeljati v Lucero.  
Nil je umrl kmalu zatem (26. dec 1005) v samostanu Sant 'Agata v Tusculumu. Samostansko stavbo so končali njegovi nasledniki, zlasti četrti opat sv. Jernej, ki ga običajno štejejo kot drugega ustanovitelja. Gradbeni materiali iz porušene vile je bil vključen v novo strukturo (marmorni stebri, deli klesanega venca in bloki vulkanskega kamna, imenovan peperino). Svetišče je bilo končano leta 1024, posvetil ga je Tusculanski papež Janez XIX. 
Velik ugled menihov je pritegnil veliko daril; mozaiki iz 11. in 13. stoletja so ohranjeni, vendar je ambiciozna kompozicija tal v slogu cosmatesque iz večbarvnega kamna le delno ohranjena. Posesti samostana so bile številne in zelo razširjene. Leta 1131 ga je kralj Rogerij II. Sicilski dal opatu baronu Rossanu z obsežnim fevdom. Med 12. in 15. stoletjem je samostan trpel zaradi nenehnih prepirov sprtih strani: Rimljanov in Tusculanov, Gvelfov in gibelinov, papežev in antipapežev, družin Colonna in Orsini. Od 1163 do uničenja Tusculuma leta 1191, se je večji del samostanske skupnosti zatekel v odvisnost od opatije, benediktinske protocaenobium iz Subiaca.
V sredini 13. stoletja je cesar Friderik II. iz opatije naredil svoj sedeže med obleganjem Rima. Leta 1378 so ga zasedli plačanci Breton in Gascon za antipapeža Klementa VII. V petnajstem stoletju je videl krvavo maščevanje družin Colonna in Orsini. Po humanistu Ambrogio Traversariju, je leta 1432 v opatiji nastala vojašnica. 
Leta 1462 se je začela linija nerezidenčnih opatov in commendam (je oblika prenosa cerkvenih beneficij v zaupanje, varstvo in vzgojo mecena), petnajst po številu, od katerih so bili vsi razen enega kardinali. Najuglednejši je bil grški Bessarion, Giulio della Rovere (pozneje Julij II.) in zadnji, kardinal Consalvi, državni sekretar Pija VII. Kardinal Bessarion, sam Vasilijev menih, je povečal skromno in obubožano skupnost in obnovil cerkev. Kardinal Giulio della Rovere, je iz bolj sebičnih motivov postavil grad, ki je obdajal ves samostan z mogočnimi utrdbami, ki še vedno obstajajo. Kardinal Alessandro Farnese je nadomestil strop. Gian Lorenzo Bernini je po naročilu kardinala Francesca Barberinija zagotovi glavni oltar, dokončan leta 1665.
Do 1608 so skupnost upravljali priorji odvisni od opatov in commendam, vendar v tem letu Grottaferrata postane član Vasilijeve kongregacije, ki jo je ustanovil Gregor XIII.. Prihodki skupnosti so bili ločeni od tistih, opatov commendatory, imenovan je bil prvi v nizu redno imenovanih opatov. Triletni sistem imenovanja je trajal do konca devetnajstega stoletja, z enim odmorom 1834-1870, ko je priorja imenoval Sveti sedež. Leta 1901 je začela veljati nova ustava in tako je bil prvič po letu 1462 imenovan kot prvi stalni opat Arsenio Pellegrini. 
Grška obred, ki ga je v Grottaferrati uvedel sv. Nil, je izgubil svoj izvirni značaj do konca dvanajstega stoletja, vendar je bil obnovljena po nalogu Leona XIII. leta 1881. Vasilijska opatija je bila vedno dom grškega učenja in grška hvalnica je cvetela še dolgo potem, ko je  bizantinsko cesarstvo propadlo. Samostanske študije so oživele pod kardinalom Bessarionom in ponovno leta 1608.
11. avgusta 1901 je prvo električna energija dosegla Grottaferrato iz hidroelektrarne v S. Bartholomeo. 
Leta 1937 je bil samostan narejen za ozemeljsko opatijo italijansko-grške katoliške cerkve.

## Znamenitosti
Opatija Santa Maria di Grottaferrata ima več dvorišč, ki vodijo do znamenitega vhoda - portika, ki ga je oblikoval Antonio da Sangallo mlajši, z arkadami devetih prekatov, ki jih podpirajo vitki renesančni stebri s kapiteli. 
V opatijski cerkvi, ki jo je leta 1024 posvetil Janez XIX., lahko v notranjosti vidimo nekaj razen mozaikov v narteksu in nad slavolokom, srednjeveške strukture so bile prekrite ali uničene med "restavracijo" različnih opatov in commendam. Nekateri fragmenti fresk iz trinajstega stoletja so se pokazali pri delni obnovi cerkve leta 1904 v spomin na svojo novecentennial, ko je bila rimska bazilika. Mozaiki prikazujejo Dvanajst apostolov sedeč poleg praznega prestola, ki kaže Kristusov vzpon do nebes. Domenichinove freske je kardinal Odoarda Farnese naročil leta 1608 in jih je mogoče videti v kapeli sv. Nila. Annibale Carracci izvedel oltarno sliko Marija z detetom s sv. Nilom in sv. Jernejem. 
Sodoben portik varuje starodavno fasado; portal iz marmorja z mozaikom nad njim je primer italijansko-bizantinske umetnosti iz dvanajstega stoletja. V notranjosti krstilnik podpirajo krilati levi iz 10. ali 11. stoletja. Omembe vreden je tudi romanski zvonik (dvanajsto stoletja), s petimi nadstropji trojnih obokanih oken. 
Opatijska knjižnica vsebuje okoli 50.000 enot, hrani dokument Laboratorio di Restauro, ki mu je bilo zaupano ohranjanje Leonardovega Codex atlanticus iz Biblioteca Ambrosiana. Knjižnica hrani pisanje Sv. Nila in njegovih učencev in redek izvod zbranih potnih računov Alvise Cadamosto, natisnjeno v začetku šestnajstega stoletja. 
Papež Benedikt IX. je umrl in bil pokopan v tem samostanu.

## Pobratena mesta
Grottaferrata je pobratena z:
| - Vandœuvre-lès-Nancy, Francija - Patmos, Grčija - [Bisignano, Italija - Bracigliano, Italija - Oria, Apulia, Italija | - Rofrano, Italija - Rossano, Italija - Sant'Elia Fiumerapido, Italija - San Mauro la Bruca, Italija |

## Pomembni prebivalci
- Pavel Tchelitchew, ruski umetnik, slikar
- Alois Hudal, avstrijski škof, nacistični zagovornik